# Aurélien Bélanger
Pour les articles homonymes, voir Bélanger.
Ne doit pas être confondu avec Aurélien Bellanger.
Aurélien Bélanger, né le 18 mars 1878 à Sainte-Scholastique au Québec et mort le 12 février 1953 à Ottawa, est un ancien député du Parti libéral de l'Ontario, professeur, inspecteur des écoles, directeur d'écoles et journaliste.

## Biographie

### Enseignement et Éducation
Aurélien Bélanger étudie à l'université Laval de Québec. Au début du XXe siècle, il est nommé professeur à l'université d'Ottawa. Il devient par la suite inspecteur d'écoles pour le canton de Russell majoritairement peuplé de Franco-ontariens. Il dirige également, durant sa carrière professionnelle, plusieurs écoles bilingues d'Ottawa. 
Aurélien Bélanger est le directeur de la section locale d'Ottawa de la Société Saint-Jean-Baptiste de Montréal. 
Il se marie avec Alida, la fille d'un de ses collègues inspecteurs, Télesphore Rochon.

### Politique et Francophonie
En 1912, Aurélien Bélanger est un des cofondateurs du journal francophone d'Ottawa, Le Droit.
Aurélien Bélanger est élu deux fois député du Parti libéral de l'Ontario ; la première fois du 25 juin 1923 au 17 septembre 1929 puis une seconde fois du 19 juin 1934 au 27 avril 1948.
En 1925, devenu député, Aurélien Bélanger prononce deux importants discours à l'Assemblée législative de l'Ontario : un premier discours de deux heures le vendredi 3 avril et un second discours de quatre heures le lundi 6 avril. Aurélien Bélanger dénonce la situation néfaste et discriminatoire faite aux écoles franco-ontariennes et cette guerre scolaire conduite par les membres orangistes pour l'assimilation des Franco-ontariens. Il en appelle à la conscience de la majorité anglophone des Ontariens pour sauvegarder l'unité nationale. Il est entendu par la majorité des députés ontariens et par le premier d'entre eux, le Premier ministre Howard Ferguson. Ce dernier met en place une commission d'enquête, la Commission Scott-Merchant-Côté qui travaille sur l'état de l'enseignement scolaire dans le réseau des écoles francophones de l'Ontario au Canada. La publication du rapport de cette commission en 1927, permet de mettre un terme à la discrimination linguistique envers les Franco-ontariens. Aurélien Bélanger a ainsi participé activement à l'abrogation du Règlement 17 en Ontario.